# Sombra orográfica

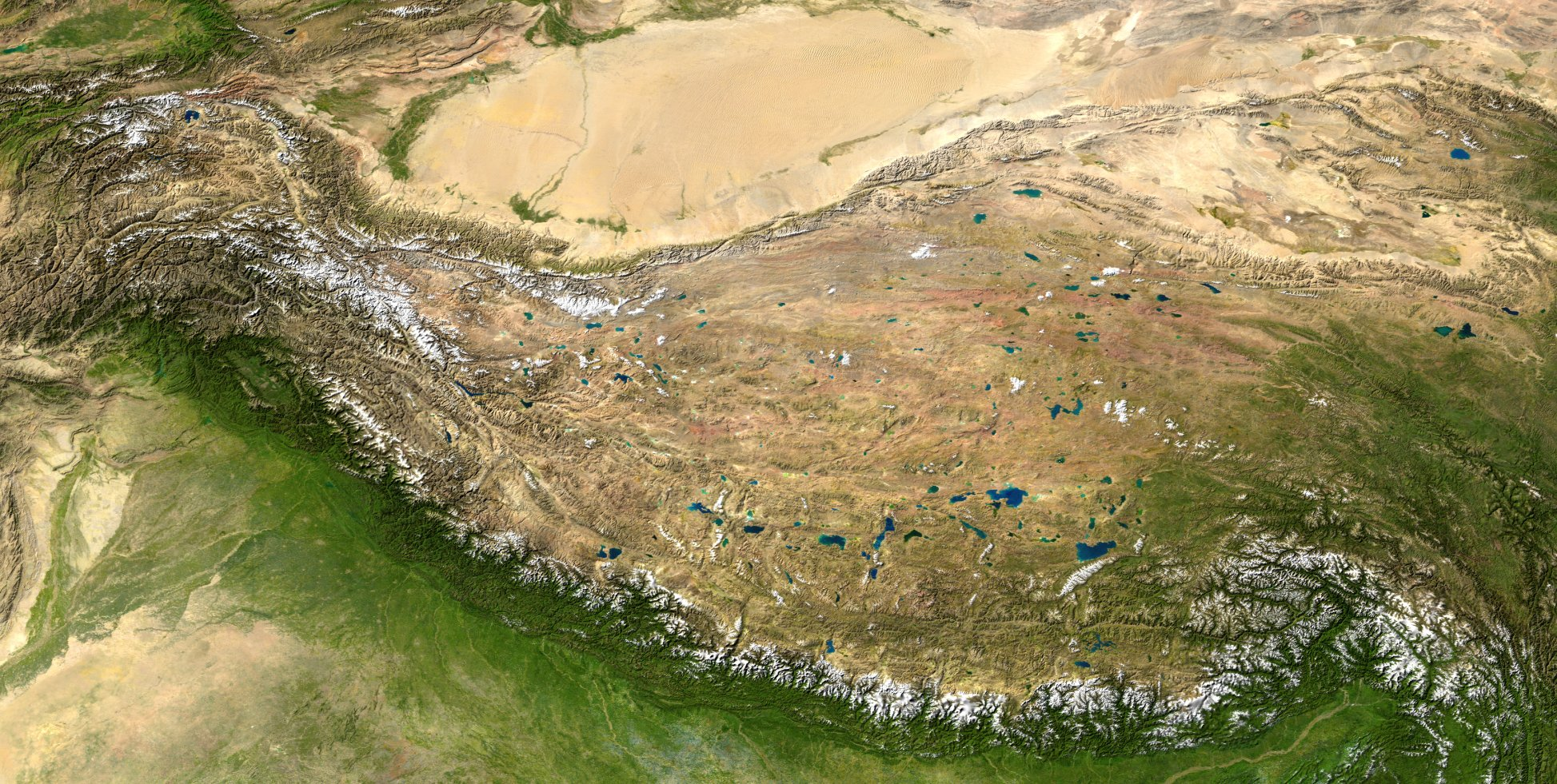
La interacción entre los vientos monzónicos, y el relieve del Himalaya y la Meseta Tibetana es un ejemplo extremo de sombra orográfica. Los vientos húmedos que vienen del sur (de la parte inferior de la fotografía) pierden casi toda su humedad al remontar el Himalaya, por lo que el aire llega seco a la meseta que queda al norte.

La sombra orográfica es un fenómeno meteorológico asociado a la precipitación orográfica. Cuando las corrientes de aire húmedo (verbi gratia, provenientes de un océano) se ven obligadas a remontar un obstáculo topográfico (p. ej., una cadena montañosa), descargan parte de su humedad en forma de lluvia en el lado de barlovento. Cuando el aire, ya seco, desciende por el lado de sotavento de la montaña, lo hace muy seco y como consecuencia de su menor capacidad calorífica se calienta por compresión alcanzando mayor temperatura que antes del ascenso.

### Ejemplos de sombra orográfica

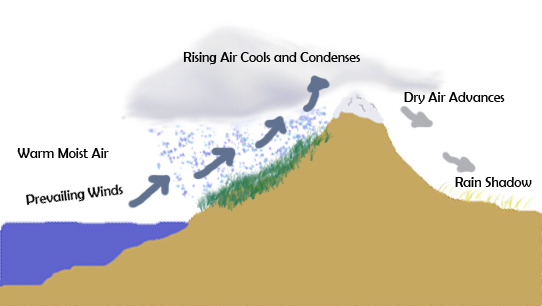
Sombra orográfica.

- California: Esta es la causa de la aridez de buena parte de los desiertos, como el del valle de la Muerte, consecuencia de la sombra orográfica de la Sierra Nevada que impide la entrada de humedad del Pacífico.

- Desierto del Sáhara: El Sahara se vuelve aún más seco debido a los fuertes efectos de sombra orográfica causados por las grandes cadenas montañosas de la cordillera del Atlas, que cubre la costa atlántica y mediterránea de Marruecos, Argelia y Túnez. En el lado barlovento de la cordillera del Atlas, los vientos cálidos y húmedos que soplan desde el noroeste desde el océano Atlántico, que contienen una gran cantidad de vapor de agua, se ven obligados a subir, elevarse y expandirse sobre la cordillera. Esto hace que se enfríen, lo que hace que un exceso de humedad se condense en nubes altas y da como resultado fuertes precipitaciones sobre la cordillera. El resultado es la gran aridez que experimenta la cara sur de la cordillera, donde comienza el desierto.

- El Himalaya: Contribuye a las condiciones áridas de Asia Central, incluido el desierto de Gobi en Mongolia, que contrastan con la vegetación existente en la ladera sur de la cordillera, donde los vientos húmedos del Monzón, tanto en Nepal como en la India, dejan abundantes precipitaciones que no pueden llegar al lado norte de dichas montañas.

- España: La cordillera Cantábrica forma una clara división entre la "España verde" al norte y la árida meseta central. Las laderas orientadas al norte reciben precipitaciones del Mar Cantábrico y Océano Atlántico, pero las laderas del sur están a la sombra de las lluvias. El otro efecto más evidente en la península Ibérica se produce en las zonas de Almería, Murcia y Alicante, cada una con una precipitación media de 300 mm, que son los puntos más secos de Europa, principalmente como resultado de las Cordilleras Béticas que recorren su lado occidental, bloqueando los vientos del oeste.